# Monaco au Concours Eurovision de la chanson 1979
Monaco a participé au Concours Eurovision de la chanson 1979 à Jérusalem, en Israël. C'est la vingt-et-unième participation de Monaco au Concours Eurovision de la chanson, la dernière pendant 25 ans, après son retrait l'année suivante et avant de retourner en 2004. C'est la plus longue absence d'un pays qui est ensuite revenu au concours.
Le pays est représenté par Laurent Vaguener, de son vrai nom Jean Baudlot, et la chanson Notre vie c'est la musique, sélectionnés en interne par TMC.

## Sélection
Le diffuseur monégasque TMC choisit l'artiste et la chanson en interne pour représenter Monaco au Concours Eurovision de la chanson 1979.
Lors de cette sélection, c'est le chanteur français Jean Baudlot, sous le nom de scène Laurent Vaguener, et la chanson Notre vie c'est la musique qui furent choisis.

## À l'Eurovision

### Points attribués par Monaco
| 12 points | Allemagne   |
| 10 points | France      |
| 8 points  | Israël      |
| 7 points  | Grèce       |
| 6 points  | Norvège     |
| 5 points  | Portugal    |
| 4 points  | Luxembourg  |
| 3 points  | Danemark    |
| 2 points  | Suisse      |
| 1 point   | Royaume-Uni |

### Points attribués à Monaco
| 12 points | 10 points  | 8 points | 7 points           | 6 points   |
| --------- | ---------- | -------- | ------------------ | ---------- |
|           |            |          |                    |            |
| 5 points  | 4 points   | 3 points | 2 points           | 1 point    |
|           | - Danemark | - France | - Espagne - Italie | - Portugal |

Laurent Vaguener interprète Notre vie c'est la musique en 6e position sur la scène suivant la Finlande et précédant la Grèce. Au terme du vote final, Monaco termine 16e sur 19 pays avec 12 points,.